# Метод Петрика
У булевій алгебрі метод Петрика — техніка для визначення всіх мінімальних ДНФ рішень для таблиці простих імплікант, яку запропонував Стенлі Р. Петрик (1931–2006) у 1956 році. Метод Петрика дуже стомливий для великих таблиць, але його дуже просто реалізувати на комп'ютері.
1. Зменшити таблицю простих імплікант шляхом виключення рядків основних простих імплікантів (ядер) і відповідних стовпців.
2. Помітити рядки зменшеної таблиці простих імплікант {\displaystyle P_{1}}, {\displaystyle P_{2}}, {\displaystyle P_{3}}, {\displaystyle P_{4}} і т.д..
3. Сформувати логічну функцію {\displaystyle P} яка приймає значення 1 коли всі стовпці покриті. P є КНФ де кожна диз'юнкція має таку форму {\displaystyle (P_{i0}+P_{i1}+}{\displaystyle \cdots }{\displaystyle +P_{iN})}, де кожна {\displaystyle P_{ij}} представляє рядок, що покриває стовпець {\displaystyle i}.
4. Зменшити {\displaystyle P} до мінімальної ДНФ множенням і застосуванням {\displaystyle X+XY=X}.
5. Кожний терм в результаті представляє розв'язок, набір рядків, які покривають всі мінтерми в таблиці. Для визначення мінімального розв'язку спочатку знаходяться ті терми, які містять мінімальну кількість простих імплікант.
6. Далі, для кожного терма знайденого на попередньому кроці, підраховуються кількість літералів в кожній основній імліканті і знаходять загальну кількість літералів.
7. Обирають терм або терми, що утворені мінімальною кількістю літералів, і записують відповідні диз'юнкції основних імплікант.

Приклад методу Петрика (скопійовано з http://www.mrc.uidaho.edu/mrc/people/jff/349/lect.10)
Наступну функцію ми бажаємо зменшити:
{\displaystyle f(A,B,C)=\sum m(0,1,2,5,6,7)\,}
Таблиця основних імплікантів отримана методом Куайна — Мак Класкі наступна:
```
                0 1 2 5 6 7
 ---------------|------------
   K (0,1) a'b' | X X 
   L (0,2) a'c' | X   X
   M (1,5) b'c  |   X   X
   N (2,6) bc'  |     X   X
   P (5,7) ac   |       X   X
   Q (6,7) ab   |         X X
```

Ґрунтуючись на позначках Х в попередній таблиці, будуємо КНФ згідно з третім кроком:
```
 (K+L)(K+M)(L+N)(M+P)(N+Q)(P+Q)
```

Використовуємо дистрибутивний закон, щоб перевести цей вираз в ДНФ. Також використовуємо такі еквівалентності для спрощення результату: X + XY = X і XX = X і X+X=X
```
 = (K+L)(K+M)(L+N)(M+P)(N+Q)(P+Q)
 = (K+LM)(N+LQ)(P+MQ)
 = (KN+KLQ+LMN+LMQ)(P+MQ)
 = KNP + KLPQ + LMNP + LMPQ + KMNQ + KLMQ + LMNQ + LMQ
```

Тепер знову використовуємо X + XY = X для подальшого спрощення.
```
 = KNP + KLPQ + LMNP + LMQ + KMNQ
```

Обираємо добутки з найменшою кількістю термів, в нашому випадку це два добутки по три терма:
```
 KNP
 LMQ
```

Обираємо терми з найменшою кількістю літералів. В нашому випадку обидва добутки розкладаються в 6 літералів кожен:
```
KNP    розкладається в    a'b'+ bc'+ ac
LMQ    розкладається в    a'c'+ b'c + ab
```

Таким чином один з них може бути використаний. Взагалі застосування методу Петрика стомлююче для великих таблиць, але легко реалізується на комп'ютері.